# Arik Braun
Arik Braun (ur. 8 lutego 1988 w Aresingu) – niemiecki szachista, arcymistrz od 2008 roku.

## Kariera szachowa
W szachy gra od 5. roku życia. Był wielokrotnym medalistą indywidualnych mistrzostw Niemiec juniorów, m.in. złotym w latach 1997 (w kategorii do 11 lat), 2000 (do 12 lat) oraz 2003 (do 18 lat). Poza tym wielokrotnie reprezentował swój kraj na mistrzostwach świata i Europy juniorów, zdobywając trzy medale: złoty (Batumi 2006, MŚ do 18 lat), srebrny (Kallithea 2000, ME do 12 lat) oraz brązowy (Gaziantep 2008, MŚ do 20 lat). W 2008 r. wystąpił w drugiej drużynie Niemiec na rozegranej w Dreźnie szachowej olimpiadzie, natomiast w 2009 r. zdobył w Saarbrücken tytuł indywidualnego mistrza kraju.
Normy na tytuł arcymistrza wypełnił podczas drużynowych mistrzostw Niemiec (w sezonach 2005/06 i 2007/08) oraz na mistrzostwach świata juniorów, na których zdobył medale (2006, 2008). Do innych jego indywidualnych sukcesów należą:
- I m. w Deizisau (2005, międzynarodowe mistrzostwa Niemiec juniorów),
- I m. w Wiedniu (2005),
- dz. I m. w Bad Wiessee (2005, wspólnie z Jewgienijem Postnym, Leonidem Kritzem, Davidem Baramidze, Dieterem Morawietzem(inne języki) i Aleksandrem Delczewem),
- dz. II m. w Budapeszcie (2006, turniej First Saturday GM, za Georgiem Meierem, wspólnie z Lê Quangiem Liêmem),
- dz. I m. w Norymberdze (2008, wspólnie z Axelem Bachmannem Schiavo, Davidem Baramidze i Aleksandrem Bierełowiczem).

Najwyższy ranking w dotychczasowej karierze osiągnął 1 lutego 2020 r., z wynikiem 2609 punktów.